# José María Esperanza y Sola

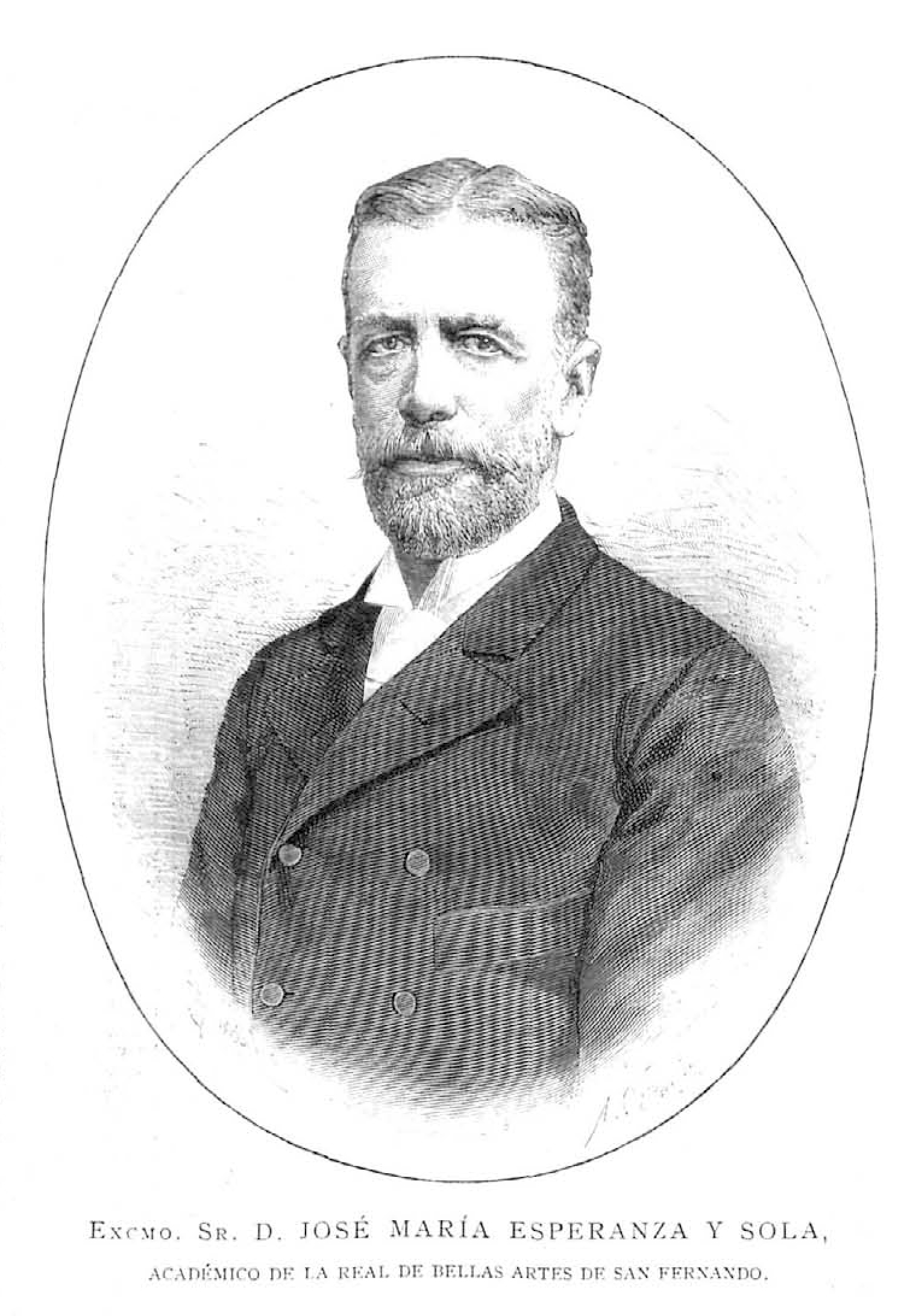
Retrato de José María Esperanza y Sola en La Ilustración Española y Americana (1889)

José María Esperanza y Sola (Madrid, 23 de marzo de 1834-23 de octubre de 1905) fue un alto funcionario del Estado, erudito y crítico musical español.

## Biografía
Nacido en el seno de una acomodada familia —su abuelo materno, Diego Sola y Oxer, fue oficial de la contaduría del reino, secretario de la dirección de Rentas Reales y secretario del Consejo de Su Majestad, y su padre, Juan Martín Esperanza, agente fiscal del Consejo de Castilla— se licenció en Jurisprudencia y en Administración en la Universidad Central, y después se doctoró en Derecho con la tesis El Cristianismo y el Derecho. Llegó a ser oficial de la secretaría de la presidencia del Consejo de Ministros y secretario general del Consejo de Estado.
No obstante, Esperanza y Sola fue reconocido por su trabajo como crítico musical en la capital de España. Atraído desde joven por la música, llegó a tomar clases de Hilarión Eslava, al que consideró «una de las más grandes glorias nacionales» en música sagrada, fue un pianista notable y compuso algunas piezas de cierto interés. Sin embargo, fue la lectura de obras sobre la historia y crítica de la música lo que terminó por inclinar sus pasos como crítico en diferentes publicaciones de la época como la Revista y Gaceta Musical, donde apareció su primer artículo en marzo de 1868, La afición nueva, con el seudónimo de «F. de S. Iriarte», el Almanaque de la Ilustración, Ilustración Musical Hispanoamericana o La Crónica de la Música, entre otras. Pero lo que le convirtió en uno de los críticos más conocidos, influyentes y prestigiosos fueron sus crónicas en las Revista de música de La Ilustración Española y Americana, donde permaneció activo durante treinta años, desde finales de la década de 1860 hasta 1899 cuando firmó su último artículo. Desde las páginas de La Ilustración se asomó a la realidad musical española a través de la música interpretada en Madrid sobre todo, aunque también en Barcelona, juzgada según un ideario estético de corte conservador pero exento de intransigencia, opuesto a toda novedad que contraviniese el sistema musical vigente basado en la música italiana (Bellini, Rossini, y, sobre todo, Verdi) frente a la de autores germanos y, muy especialmente, la de Wagner, si bien Esperanza valoraba en este la orquestación y sus obras italianistas.
Defendió la difusión de la llamada música culta en España y ferviente seguidor de las temporadas de la Sociedad de Conciertos y de la Sociedad de Cuartetos de Madrid. De la esta última señaló ser la primera en España en difundir la música de cámara. Su pasión por la ópera le llevó a echar de menos una con firma española; siguió a cuantos autores se atrevieron con el género, en especial Tomás Bretón y Emilio Serrano, aunque lamentaba la «influencia nociva» de Wagner en los resultados. Por otro lado, fue un firme defensor de la zarzuela como ópera cómica de factura nacional con autores como Emilio Arrieta o Ruperto Chapí.
Esperanza fue un hombre de profundas convicciones religiosas lo que marcó también su pasión por la música sacra y la veneración que profesaba a su maestro Eslava. Mantuvo una profunda preocupación por la introducción en la misma de lo que consideraba una instrumentación innecesaria. Como crítico puso el acento en la escuela musical religiosa española del siglo XVI y reclamó de las autoridades eclesiásticas un cumplimiento estricto de las normas conciliares de Trento respecto a las representaciones musicales en los templos.
De la mano de Santiago Masarnau ingresó en la Sociedad de San Vicente de Paúl, una organización católica de caridad con la que estuvo muy vinculado como colaborador y a la que destino una parte sustancial de su capital.
Académico de la Academia Matritense de Jurisprudencia y Legislación y miembro del Ateneo de Madrid, a finales de 1888 fue elegido académico de la Real Academia de Bellas Artes de San Fernando en la que ingresó al año siguiente con un discurso sobre la obra de Esteban Arteaga. También recibió el título de Oficial de la Legión de Honor, dos cruces del Mérito Militar, la de Comendador de la Orden de Carlos III o la Gran cruz de la Orden de Isabel la Católica, entre otros galardones.
Tras fallecer, sus amigos y compañeros recopilaron el conjunto de sus críticas en la obra en tres volúmenes Treinta años de crítica musical (1906), impreso en Madrid y que incluyó un bosquejo biográfico del autor escrito por su amigo José Ramón Mélida.